# Renata Baranski
Renata Baranski, geboren als Renata Marcinkowska (Szczecin, 24 februari 1965), is een tennisspeelster uit Polen, die ook voor de Verenigde Staten als speelster uitgekomen is. Haar beste resultaat op een grandslam was het behalen van de tweede ronde in 1991 van Roland Garros in het damesenkelspel, en de Australian Open in het damesdubbelspel.
In 1981 ging ze als lid van een Pools team naar Miami voor de junior wereldkampioenschappen. Tijdens het toernooi veranderde de politieke situatie in haar thuisland Polen, waardoor ze niet teruggingen. Ze kreeg een werk/studie-beurs en kon gaan tennissen bij de Oklahoma State University, van waaruit ze twee jaar in het All-America team kon spelen.
Marcinkowska studeerde vanaf 1984 in de Verenigde Staten. Op 23 februari 1985 trouwde zij met landgenoot A Baranski (oorspronkelijk Pools Barańska), en nam daarna (de veramerikaanste vorm van) zijn achternaam aan. In 1987 studeerde ze af in de psychologie, en nam ze de Amerikaanse nationaliteit aan.